# Näckrosväxter

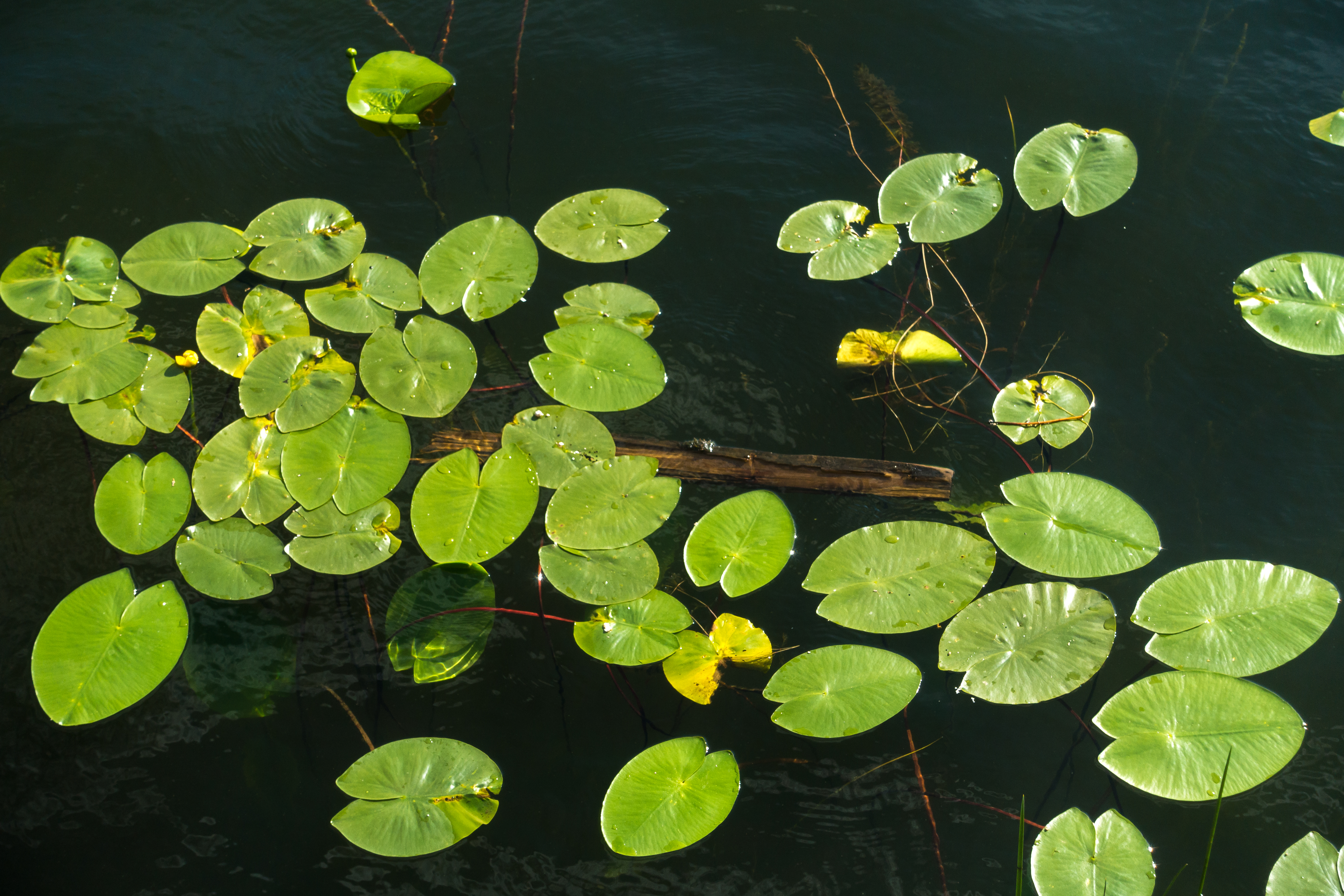
Näckrosblad i Stockholms ström nedanför Rosenbad 2020.

Näckrosväxter (Nymphaeaceae) är en växtfamilj där plantorna växer i stillastående eller långsamt strömmande sötvatten. De slår rot i dybotten och bladen och blommorna flyter på vattenytan. Det finns omkring 60 arter som placeras i fem släkten. Näckrosorna kan delas in i två grupper, härdiga och tropiska. De härdiga blommar bara under dagen, men de tropiska kan blomma både på dagen och natten. 
Släktet Nelumbo, där bland annat indisk lotus ingår, är utseendemässigt lika näckrosväxterna, men är inte närbesläktade med dem, utan placeras i den egna familjen Nelumbonaceae i ordningen Proteales.

## Förekomst i Sverige
I Sverige finns tre arter, gul näckros (Nuphar luteum) och dvärgnäckros (Nuphar pumila) i släktet gulnäckrossläktet samt vit näckros (Nymphaea alba) i näckrossläktet. I Finland finns utöver de tre nämnda arterna även finsk näckros (Nymphaea tetragona). Den röda näckrosen tillhör samma art som vit näckros och har på grund av en mutation blivit röd.

## Näckrosor och människan

### Namn
Näckrosor har fått sitt namn från Näcken, ett övernaturligt vattenväsen.

### Som symbol
Näckrosor bär i många kulturer på symboliska värden och olika arter fungerar som symboler för regioner eller nationer. Exempelvis är stjärnlotus nationalblomma för Bangladesh och en ljusblå varietet av samma art är nationalblomma för Sri Lanka. Vit näckros är landskapsblomma för Södermanland.

### Odling
Sedan 1800-talet odlas näckrosor av olika färgvarietéer, för anläggning i trädgårdsdammar. Röda inslag hos odlade näckrosor på 1880-talet innehöll anlag från röd näckros, hämtad från Fagertärn i svenska Tiveden, och dessa varieteter hamnade bland annat i Claude Monets trädgårdsanläggning i Giverny norr om Paris.